# 梅村騒動
梅村騒動（うめむらそうどう）は、明治2年2月から3月（1869年4月）に、高山県（旧飛騨国、現岐阜県飛騨地方）で発生した暴動。新政反対一揆としては初期の事例に属する。
明治政府から初代高山県知事に任命されて急進的な改革を進めた梅村速水と、旧幕府領だった高山県の保守的住民との間で対立が深まって暴動に発展し、飛騨地域一帯に拡散したものである。

## 経緯

### 梅村速水の知事就任と改革
慶応3年10月14日（1867年11月9日）の大政奉還と、続く同年12月9日（1868年1月3日）の王政復古の大号令により、幕府領であった飛騨国は飛騨県となり、ほどなく高山県に改称された。明治政府から初代高山県知事に任命されたのが、当時27歳の水戸藩士・梅村速水（本名・沼田準次郎）であった。梅村は美濃国揖斐の勤王志士だった棚橋衡平と親交があったため、その推挙で飛騨国出役を命じられたと言われる。
梅村は高山県内の孝子・節婦を顕彰し、生活に苦しむ者の救済方法として、県営の富札を発行してその金利を厚生面に充てようとするなどの改革を進めたが、財政の安定のために日用品まで専売制にした上、各種商売も許可制にして運上金と称する税金を徴収したことから、県民の生活は困窮化した。また、新しく20 - 60人からなる郷兵を整えたことも火消との対立を招くこととなった。その他、姦通罪を施行したが、強姦した男性はほぼ罪に問われず、被害者の娘がかえって手鎖・晒し刑にされた。
旧幕府領であり、保守的な考えが強かった高山県民と急進的な改革を行う梅村は対立するようになり、梅村は神官や僧侶を役所に集めて教諭方に任じ、各村々へ派遣して新しい政治に従うよう説得にあたらせ、事態の収拾に努めた。

### 梅村騒動の発生
明治2年2月27日（1869年4月8日）、当時京都に出張していた梅村は、高山県内の不穏な情勢を知った刑法官によって帰県を禁止されていたが、同年2月29日（新暦4月10日）、梅村の留守を機に、米の売下げ問題がきっかけで住民が蜂起し、梅村騒動の始まりとなった。高山八幡町では出火があり、同一之町村など（現・高山市）では憤怒した県民ら数千人により、商法局・学校・新牢屋・苦使小屋などに対する打ちこわしが発生するなど、騒動は飛騨地域一帯に飛び火した。梅村の県政に反対する人々は、教諭方に任ぜられた神官や僧侶も梅村の一味とみなし、彼らの居宅をも襲撃した。
同年3月5日（新暦4月16日）、騒動の発生を京都で知った梅村は、鎮定しようと飛騨へ向かい、7日（新暦4月18日）の夜、旧美濃国武儀郡関町（現・関市）に宿泊して郡上藩などへ出兵を求めた。8日（新暦4月19日）夜には金山宿に泊まり、飛騨川を隔てた旧飛騨国益田郡下原郷下原町村の村役人を召して、「帰県の際不心得の者あらば勝手次第討取るべき旨」を告げた。3月9日（新暦4月20日）、兵士30人余りを率いた梅村は一旦は同郡萩原郷萩原町村（現・下呂市萩原町萩原）の戸谷権十郎宅に宿泊。梅村の飛騨入国を知った群衆は、高山から南下の道すがら梅村に加担した者の家を壊しながら、梅村を襲うために槍・銃・竹槍で武装して続々と萩原へ向かった。
3月10日（新暦4月21日）、高山を出発した憤民数千人が萩原に殺到し、梅村はこれらを追い返そうと兵士に命じて銃を発砲し、死傷者が発生した。さらに激高した憤民は火を権十郎宅に放ち、20戸余りが延焼。梅村も同郷上村にて銃撃されて肩を負傷し、兵士らに抱えられて萩原の南隣の下呂を経由し、旧美濃国の加子母・付知両村(現・中津川市加子母、同付知町)から苗木県に逃げ延びるが、数百人の群衆が後を追って苗木県の田瀬村（現・中津川市福岡町田瀬）まで迫った。
田瀬村の庄屋で造り酒屋を営んでいた山田伝右衛門（当時21歳）は、高山から梅村を追ってきた群衆に食事を振る舞い、労をねぎらいながら梅村の追跡を断念するよう説得し、山田と苗木県による再三の説得によって群衆は高山県に戻った。一方の梅村は苗木県に保護され、その後、苗木県は刑法官監察司からの通達により、梅村と随従兵20名を苗木城下の雲林寺に移し、厳重に警護した。

### 梅村騒動のその後
この事態を重く見た明治政府は、直ちに監察司を高山県に派遣して沈静をはかった。3月17日（新暦4月28日）に知事を罷免された梅村は騒動の責任を取る形で東京の刑部省へ移送され、随従兵20名は高山県に引き渡された。翌年10月26日（1870年11月19日）、梅村速水は判決未決のまま東京の獄中にて病死した（享年29、法名は真珠院深光裕道居士）。
高山県は、明治4年に旧信濃国南部の他県（伊那県、飯田県、高島県、高遠県、松本県、名古屋県信濃国部分〈尾張藩領〉であった木曽郡）と合併し、筑摩県となり、さらに明治9年に筑摩県の旧高山県地域は旧岐阜県と合併し、現在の岐阜県となった。

## 梅村騒動を題材とした作品
- 江馬修『山の民』春秋社
- 『情火』(1952年　松竹)